# Per-Anders Broberg
Per-Anders Broberg, född 1964, är en svensk journalist som sedan 2020 är vd för Nyhetsbyrån TT. Broberg var tidigare försäljningschef på Nyhetsbyrån TT och dessförinnan vd för publicistorganisationen Utgivarna. Broberg började sin karriär på Nya Lidköpings-Tidningen som sportreporter och sportchef.
Mellan 1988 och 2014 verkade Broberg på kvällstidningen Expressen som bland annat sportredigerare, nattchef på sportredaktionen, sportchef, chefredaktör på editionen Kvällsposten, administrativ redaktionschef, biträdande chefredaktör och ställföreträdande ansvarig utgivare., 